# 奥村多喜衛
奥村 多喜衛（おくむら たきえ、1865年5月12日（慶応元年4月18日） - 1951年（昭和26年）2月10日）は、アメリカ領ハワイ準州（当時）で活躍した日本人牧師。

## 略歴

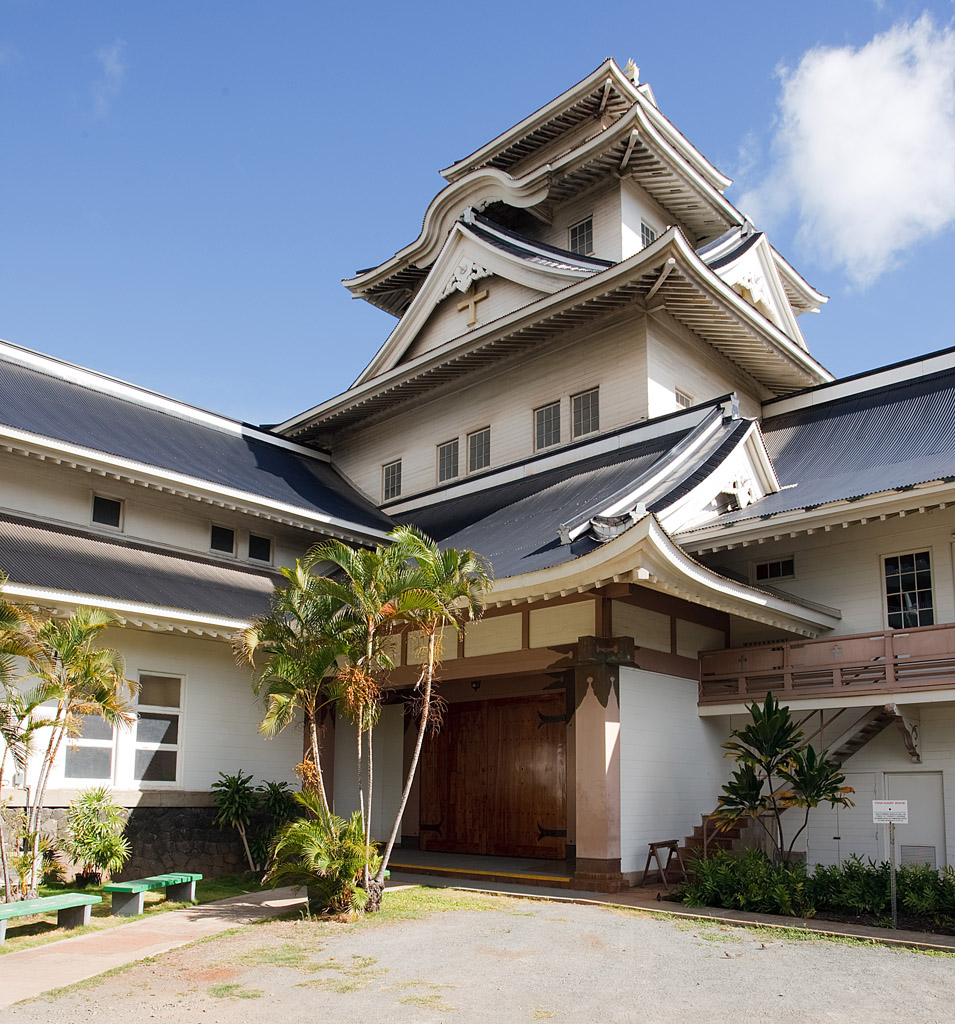
マキキ聖城教会
（ホノルル市）

土佐藩の郡奉行の長男として安芸郡田野村で生まれた。高知中学校中退。1885年に大阪府警に書記として就職したが、遠戚にあたる片岡健吉の影響を受けて自由民権運動に身を投じ、後藤象二郎の下で建白書作成に協力。保安条例により東京から退去させられた。
帰阪後、大阪教会の宮川経輝から受洗し、1890年に同志社神学校邦語神学科に入学。卒業後の1894年7月にハワイ伝道会社の宣教師募集に応じてハワイに渡り、1904年4月にマキキ教会を創設。1932年に建てられた教会建築の外観は故郷の高知城天守を模している。
布教活動のかたわら日本人移民の子弟の教育にも取り組み、1896年ホノルル市に日本人小学校を開設。1910年には中学科と高等女学科を加えて布哇中央学院と改称した。排日運動や日系人社会の内部対立などの難題に直面しながらも排日予防啓発運動を展開。さらに1927年、次世代の日系人リーダー養成のために日系市民会議を創設。同会議は日米開戦直前の1941年夏まで15回開催された。
太平洋戦争終結直後にはラジオで日米融和を呼びかけ、1947年以降たびたび日本への帰国を希望したが、願いは叶えられることなく1951年2月10日にこの世を去った。

## 著書
- 『成功の生涯』 警醒社、1903年
- 『太平洋の楽園』 三英堂書店、1917年
- 『布哇に於ける日米問題解決運動』 1925年